# Adams, New York
Adams är en kommun i Jefferson County, New York, belägen 105 km nordväst om Utica. Kommunen är uppkallad efter president John Adams. Befolkningen var 5 143 vid 2010 års folkräkning.